# Carola Reyna
Carola Reyna (Luján, provincia de Buenos Aires; 15 de abril de 1962) es una actriz argentina de cine, teatro y televisión ganadora del Premio Martín Fierro y cinco veces galardonada con el Premio ACE.

## Biografía
Es hija de la empresaria cinematográfica Yolanda Teresa Badini y del productor televisivo Eduardo Reyna. Creció en Argentina, España y Venezuela. Estudió teatro con Carlos Moreno, Augusto Fernandes, Juan Carlos Gené y Carlos Gandolfo entre 1983 y 1986.

## Carrera
Se inició a principios de los 80 actuando en teatro en La gaviota de Antón Chéjov en el Teatro San Martín dirigida por Augusto Fernandes, en Fin de semana de Noel Coward con China Zorrilla y Lautaro Murúa, Tres mujeres altas de Edward Albee dirigida por Inda Ledesma, La prueba de David Auburn, Desangradas en glamour de José María Muscari, Babilonia de Armando Discépolo, El libro de Ruth de Mario Diament, Las de Barranco de Gregorio de Laferrère dirigida por China Zorrilla, Panorama desde el puente de Arthur Miller dirigida por Carlos Gandolfo y Los 90 son nuestros, de Ana Diosdado, dirigida por Carlos Gandolfo. 
En 1992 por Salven al cómico dirigida por China Zorrilla ganó su primer Premio ACE y el Premio Florencio.
Ganó popularidad en sitcom televisivos y en largometrajes como Casas de fuego y La puta y la ballena. 
Fue galardonada con el Premios ACE (Argentina) a la Mejor Actriz de Comedia 2018 por la obra Sin filtro, obra que protagonizó junto al Puma Goity, Carlos Santamaría y Muni Seligmann.
En el año 2024 la actriz fue nominada como mejor actriz protagonista de ficción en la telenovela Familia de Diván al premio Martin Fierro y además tuvo numerosa cantidad de críticas positivas reflejadas en la cantidad de localidades vendidas por su unipersonal Okasan, diario de viaje de una madre que se desarrolló en el Teatro Picadero desde el 2023 hasta la actualidad y por la cual recibió una nominación a los premios ACE y Maria Guerro como mejor actuación en Unipersonal.

## Vida personal
Nació en Lujan, hija única de la empresaria cinematográfica Teresa Badini y el productor televisivo Eduardo Reyna.
Tiene un hijo llamado Rafael, nacido en 1991, fruto de su primer matrimonio. Desde 1994 está casada con el actor y director Boy Olmi.

## Televisión
| Año         | Título                         | Personaje                 | Notas                                       | Canal          |
| ----------- | ------------------------------ | ------------------------- | ------------------------------------------- | -------------- |
| 1982        | Cenizas y Diamantes            | Griselda Ortiz            | Antagonista                                 | ATC            |
| 1982        | Todo es cuestión de empezar    | Carola                    | Elenco de reparto                           | Canal 13       |
| 1983 - 1985 | Las 24 horas                   | Varios personajes         | Elenco principal                            | Canal 13       |
| 1984        | Mesa de noticias               | Carola                    | Participación                               | ATC            |
| 1985        | Extraños y amantes             | Ana María                 | Elenco de reparto                           | ATC            |
| 1985        | Rompecabezas                   | María                     | Elenco de reparto                           | Telefe         |
| 1987        | Pantalones azules              | Romina                    | Elenco de reparto                           | ATC            |
| 1987        | Ciclo Ficciones                | Varios personajes         | Protagonista                                | ATC            |
| 1987        | Hombres de ley                 | Laura                     | Antagonista                                 | ATC            |
| 1987        | Ciclo Ciencia y Conciencia     | Varios personajes         | Protagonista                                | Canal 13       |
| 1988        | Requetepillos                  | Esther                    | Elenco de reparto                           | ATC            |
| 1990        | Pasión                         | Mariana                   | Antagonista                                 | Canal 13       |
| 1990        | Estado civil                   | Fernanda                  | Participación                               | Canal 13       |
| 1990        | Atreverse                      | Varios personajes         | Participación                               | Telefe         |
| 1990        | Estafa de amor                 | Mónica Vélez              | Antagonista                                 | Canal 9        |
| 1991        | El oro y el barro              | Patricia Reynal           | Elenco principal                            | Canal 9        |
| 1992        | Apasionada                     | Claudia                   | Protagonista                                | Canal 13       |
| 1992        | Luces y sombras                | Daniela                   | Participación                               | Telefe         |
| 1992 - 1993 | El precio del poder            | Mara                      | Antagonista                                 | Canal 9        |
| 1993 - 1997 | Alta comedia                   | Varios personajes         | Participación                               | Canal 9        |
| 1993        | Mi mamá me ama                 | Varios personajes         | Participación                               | Canal 9        |
| 1994 - 1995 | Nueve lunas                    | Julia                     | Participación                               | Canal 13       |
| 1996        | De poeta y de loco             | Susana                    | Participación                               | Canal 13       |
| 1997        | Señoras y señores              | Lucía                     | Elenco principal                            | Canal 13       |
| 1998        | Casa natal                     | Amparo                    | Participación                               | América TV     |
| 1998        | Ricos y famosos                | Carmela                   | Elenco de reparto                           | Canal 9        |
| 1999        | Gasoleros                      | Andrea Nuñez              | Participación                               | Canal 13       |
| 2000        | Tiempo final                   | Clara                     | Ep: "El electricista"                       | Telefe         |
| 2001        | El sodero de mi vida           | Leonor Muzzopappa         | Elenco de reparto                           | Canal 13       |
| 2002        | Los simuladores                | Claudia                   | Ep: "Tarjeta de Navidad"                    | Telefe         |
| 2002 - 2003 | Máximo corazón                 | Teresa Quinteros          | Antagonista                                 | Telefe         |
| 2003        | Hospital público               | Diana                     | Participación                               | América TV     |
| 2003        | Sol negro                      | Sabrina de Bustos         | Antagonista                                 | América TV     |
| 2004        | Los simuladores                | Claudia                   | Ep: "Episodio final"                        | Telefe         |
| 2004 - 2005 | La niñera                      | Teresa "Teté" López Lynch | Antagonista                                 | Telefe         |
| 2005        | Conflictos en red              | Mónica                    | Ep: "Fragil"                                | Telefe         |
| 2005        | Botines                        | Fernanda Méndez           | Ep: "No importa porque yo te amo"           | Canal 13       |
| 2005        | Mujeres asesinas 1             | Sandra Spina              | Ep: "Sandra, la gestora"                    | Canal 13       |
| 2006        | Amo de casa                    | Roxana                    | Participación                               | Canal 9        |
| 2006 - 2007 | Amas de casa desesperadas      | Vera Scherer              | Protagonista                                | Canal 13       |
| 2008        | Mujeres asesinas 4             | Nina                      | Ep: "Nina, desconfiada"                     | Canal 13       |
| 2008 - 2009 | Atracción x4                   | Leticia Gómez Balbuena    | Protagonista                                | Canal 13       |
| 2009 - 2010 | Ciega a citas                  | Leticia Santa Cruz        | Antagonista                                 | TV Pública     |
| 2011        | Sr. y Sra. Camas               | Olimpia Sadakis           | Elenco principal                            | TV Pública     |
| 2012        | Daños colaterales              | Julia Lamadrid            | Unitario especial de Fundación Huésped      | El Trece       |
| 2012 - 2013 | Tiempos compulsivos            | Ana "Anita"               | Participación                               | El Trece       |
| 2013        | Historia clínica               | Isabel Perón              | Ep: "Juan Domingo Perón: Emoción y corazón" | Telefe         |
| 2013 - 2014 | Los vecinos en guerra          | Helena "Helen" Sotelo     | Elenco principal                            | Telefe         |
| 2015 - 2016 | Esperanza mía                  | Beatriz                   | Elenco principal                            | El Trece       |
| 2016        | Educando a Nina                | Andrea Mansilla           | Antagonista                                 | Telefe         |
| 2017        | Cuéntame cómo pasó             | Josefina Ferrari          | Elenco principal                            | TV Pública     |
| 2019        | Tu parte del trato             | Amanda Arriola            | Elenco principal                            | El Trece / TNT |
| 2022        | El primero de nosotros         | Karina Pereyra            | Elenco de reparto                           | Telefe         |
| 2022        | Limbo                          | Helena                    | Elenco de reparto                           | Star+          |
| 2022        | El secreto de la familia Greco | Paulina                   | Participación                               | Netflix        |
| 2023        | Familia de diván               | Susana «Susi»             | Protagonista                                | Flow           |
| 2024        | Terapia alternativa            | Carola                    | Elenco de reparto                           | Star+          |
| 2025        | Inadaptada                     | TBA                       | TBA                                         | Paramount+     |

## Cine
| Año  | Título                           | Personaje         | Dirección                |
| ---- | -------------------------------- | ----------------- | ------------------------ |
| 1987 | El hombre de la deuda externa    |                   | Pablo Olivo              |
| 1988 | Color escondido                  | Helena            | Raúl de la Torre         |
| 1992 | Cuatro caras para Victoria       | Victoria I        | Oscar Barney Finn        |
| 1992 | Algunas mujeres (cortometraje)   | Viviana           | Sabrina Farji            |
| 1993 | Copyright                        |                   | Roly Candino             |
| 1993 | Beautiful (Cortometraje)         | Chica             | Ivan Entel               |
| 1994 | El amante de las películas mudas | Clara             | Pablo Torre              |
| 1995 | Casas de fuego                   | Jeanette          | Juan Bautista Stagnaro   |
| 1996 | Carlos Monzón, el segundo juicio | Alicia Muñiz      | Gabriel Arbós            |
| 2001 | Vidas privadas                   | Roxana Rodó       | Fito Páez                |
| 2002 | Las caras de la luna             | Shosh Balsher     | Guita Schyfter           |
| 2003 | India Pravile                    | Lucila            | Mario Sábato             |
| 2004 | La puta y la ballena             | Meme              | Luis Puenzo              |
| 2005 | El fuego y el soñador            | Mujer de la rosa  | Óscar Aizpeolea          |
| 2014 | Betibú                           | Paula             | Miguel Cohan             |
| 2015 | Francisco: El padre Jorge        | Agustina          | Beda Docampo Feijóo      |
| 2015 | El espejo de los otros           | Belén de Escudero | Marcos Carnevale         |
| 2015 | Bauness (cortometraje)           | Madre             | Santiago Rodríguez Durán |
| 2022 | Ecos de un crimen                | Mercedes          | Cristian Bernard         |
| 2024 | Las corredoras                   | Mabel Rossello    | Néstor Montalbano        |

## Teatro
| Año                  | Título                         | Dirección            | Teatro                |
| -------------------- | ------------------------------ | -------------------- | --------------------- |
| 1985                 | Strogonoff                     | Hugo Faletti         |                       |
| 1986                 | De Víctimas y Victimarios      | Aarón Kortz          |                       |
| 1987                 | El Primero                     | Sergio Rosemblat     |                       |
| 1987                 | Teléfono Medido                | Jorge Hacker         |                       |
| 1988                 | Memorias de una Adolescente    | Agustín Alezzo       |                       |
| 1989                 | Fiebre de Heno                 | China Zorrilla       |                       |
| 1990                 | Memorial del Cordero Asesinado | Juan Carlos Gené     |                       |
| 1991                 | Las de Barranco                | China Zorrilla       |                       |
| 1991                 | Panorama desde el Puente       | Carlos Gandolfo      |                       |
| 1992                 | Los Noventa son Nuestros       | Carlos Gandolfo      | Teatro Regina         |
| 1992/93              | Salven al Cómico               | China Zorrilla       |                       |
| 1994                 | Tres Mujeres Alta              | Inda Ledesma         | Teatro Blanca Podestá |
| 1996                 | La Gaviota                     | Augusto Fernández    | Teatro San Martín     |
| 2000                 | Desangradas en Glamour         | José María Muscari   | Teatro Piccadilly     |
| 2004                 | La Prueba                      | Carlos Rivas         | Multieatro Comafi     |
| 2007                 | Tres Versiones de la Vida      | Luis Romero          | Multieatro Comafi     |
| 2010                 | El Descenso del Monte Morgan   | Daniel Veronese      | Teatro Metropolitan   |
| 2012                 | Todos Felices                  | Oscar Martínez       | Paseo La Plaza        |
| 2014                 | Lluvia de Plata                | Arturo Puig          | Multieatro Comafi     |
| 2015                 | Esperanza Mía El Musical       | Pol-Ka               | Luna Park             |
| 2016                 | El Padre                       | Daniel Veronese      | Multieatro Comafi     |
| 2018                 | Sin Filtro                     | Marcos Carnevale     | Teatro Morón          |
| 2023/24 - actualidad | Okasan                         | Paula Herrera Nóbile | Teatro Picadero       |
| 2024                 | Una Terapia Integral           | Nelson Valente       | Teatro Metropolitan   |

## Premios y nominaciones
| Año  | Premio                 | Categoría                                               | Programa                             | Resultado |
| ---- | ---------------------- | ------------------------------------------------------- | ------------------------------------ | --------- |
| 1992 | Premio ACE             | Mejor rol coprotagónico en comedia                      | Salven al cómico                     | Ganadora  |
| 1992 | Premio Florencio       | Mejor labor cómica femenina                             | Salven al cómico                     | Ganadora  |
| 2001 | Premio Martín Fierro   | Actriz de reparto                                       | El sodero de mi vida                 | Nominada  |
| 2004 | Premio ACE             | Mejor actriz de reparto en drama                        | La prueba                            | Ganadora  |
| 2004 | Premio Martín Fierro   | Actriz de reparto en comedia                            | La niñera                            | Ganadora  |
| 2005 | Premio Estrella de Mar | Mejor actriz de reparto en drama                        | La prueba                            | Ganadora  |
| 2005 | Premio Martín Fierro   | Actriz Protagonista de Unitario y/o Miniseire           | Mujeres asesinas / Botines           | Nominada  |
| 2006 | Premio Martín Fierro   | Actriz Protagonista de Unitario y/o Miniserie           | Amas de casa desesperadas            | Nominada  |
| 2007 | Premio ACE             | Mejor actriz protagónica en comedia                     | Tres versiones de la vida            | Ganadora  |
| 2015 | Premio Sur             | Mejor actriz de reparto                                 | Betibú                               |           |
| 2017 | Premios María Guerrero | Mejor Actriz de Reparto                                 | El Padre                             |           |
| 2018 | Premio ACE             | Mejor actriz protagónica en comedia                     | Sin filtro                           | Ganadora  |
| 2023 | Premio Martín Fierro   | Mejor actriz de reparto en ficción                      | El primero de nosotros               | Nominada  |
| 2024 | Premio ACE             | Mejor actuación femenina en obra para un solo personaje | Okasan, Diario de viaje de una madre |           |
| 2024 | Premio Martín Fierro   | Mejor actriz protagonista de ficción                    | Familia de diván                     | Nominada  |
| 2024 | Premios María Guerrero | Mejor actuación unipersonal                             | Okasan, Diario de viaje de una madre |           |